# Bolzano
Bolzano (italienskt uttal: [bolˈtsaːno]
 ( lyssna), tyska: Bozen [ˈboːtsn̩]
 ( lyssna), ladinska: Balsan eller Bulsan) är en stad och kommun i provinsen Sydtyrolen i regionen Trentino-Sydtyrolen i norra Italien. Det är provinsens huvudort och tillika största stad. Kommunen har 106 357 invånare (2024), på en yta av 52,29 km².
Bolzano gränsar till kommunerna Eppan an der Weinstraße, Karneid, Laives, Deutschnofen, Ritten, Jenesien, Terlan och Vadena. Den ligger vid floden Isarcos (tyska: Eisack) utträde i floden Adiges (tyska: Etsch) dalgång strax norr om den plats där floderna flyter samman.
Bolzano är en gammal handelsstad, de nuvarande internationella mässorna i staden har sitt ursprung i de marknader som började hållas 1202. I modern tid har staden blivit en viktig industriort, bland annat med stålverk, aluminiumindustri och magnesiumverk. Även turismen är en viktig näring, förorten Gries-Quirein blev tidigt en populär vinterkurort. Ismumien Ötzi finns på Bolzanos arkeologiska museum.

## Historia
Bolzano grundades 14 f. Kr. med namnet Bauzanum, kom under Frankerriket på 700-talet. 1531 blev Bolzano en del av Tyrolen. Tillsammans med resten av Tyrolen blev den 1805 en del av Bayern och 1815 av Kejsardömet Österrike. 1919, som en konsekvens av första världskriget, blev Bolzano en del av Italien.
Genom sitt strategiska läge vid Brennerbanan utsattes Bolzano för kraftiga bombningar under slutet av andra världskriget som förstörde mycket av den äldre medeltida stadskärnan. Trots det finns ännu mycket bevarat, särskilt runt Laubenstraße (italienska: Via dei Portici) som är stadens gamla centrum. Bland stadens kyrkor märks katedralen, påbörjad 1295 på resterna av flera äldre kyrkor, det 1224 grundlagda franciskanerklostrets kyrka påbörjad 1291, och det 1272 grundade dominikanklostrets kyrka påbörjad 1275. Runt staden finns även flera äldre slott och borgar, däribland Burg Runkelstein (italienska: Castel Róncolo) påbörjad 1237.

## Politik
Renzo Caramaschi innehar posten som stadens borgmästare sedan 2016 och Luis Walcher är stadens vice borgmästare sedan 2019.

## Demografi
Kommunen har 106 357 invånare (2024). Enligt 2024 års folkräkning talar 74,71 % av befolkningen italienska, 24,74 % tyska och 0,55 % ladinska som modersmål. Stadens befolkning har dock historiskt varit huvudsakligen tyskspråkig.

## Orter
Orter (località) i kommunen Bolzano med fler än 20 invånare (inom parentes invånarantal 2021):

- Bolzano/Bozen (103 689)
- San Maurizio/St. Moritzing (248)